# (57359) Robcrawford
(57359) Robcrawford (2001 RC) – planetoida z pasa głównego asteroid okrążająca Słońce w ciągu 4,1 lat w średniej odległości 2,56 j.a. Odkryta 1 września 2001 roku.